# Elektrisk strömtäthet
Elektrisk strömtäthet är inom elektromagnetismen den elektriska ström som flödar vinkelrätt genom en area per areaenhet. 
Om I är strömstyrkan, ges den elektriska strömtätheten av gränsvärdet
{\displaystyle J=\lim \limits _{A\rightarrow 0}{\frac {I(A)}{A}}}
där A betecknar arean.
Strömtätheten representeras ofta av en vektor J vars storlek är J och vars riktning är densamma som strömmens.
Givet en strömtäthetsvektor J, kan laddningsmängden genom en yta S mellan tidpunkterna t1 och t2 beräknas med en ytintegral över S, i sin tur integrerad över tidsintervallet:
{\displaystyle q=\int _{t_{1}}^{t_{2}}\iint _{S}\mathbf {J} \cdot \mathbf {\hat {n}} \,{\rm {d}}A\,{\rm {d}}t}
Om ström förekommer i en tunn yta eller tunn tråd, kan man analogt tala om ytströmtäthet och linjeströmtäthet med enheterna A/m respektive A.

## Elektriska strömtätheten för halvledare
Elektriska strömtätheten definieras inom halvledartekniken som
{\displaystyle j(x)=\left\{{\begin{matrix}\underbrace {q\,\mu _{n}\,n(x)\,E} _{\textit {drift}}+\underbrace {q\,D_{n}{\frac {dn(x)}{dx}}} _{\textit {diffusion}}&{\text{elektroner}}\\\\\underbrace {q\,\mu _{p}\,p(x)\,E} _{\textit {drift}}-\underbrace {q\,D_{p}{\frac {dp(x)}{dx}}} _{\textit {diffusion}}&{\text{hål}}\end{matrix}}\right.}
där q är elementarladdningen, {\displaystyle \mu _{p}} är hålmobilitet, {\displaystyle \mu _{n}} är elektronmobilitet, E det elektriska fältet, {\displaystyle D_{p}} är diffusionskoefficient för hål, {\displaystyle D_{n}} är diffusionskoefficienten för elektroner, p(x) är hålkoncentrationen och n(x) är den fria elektronkoncentrationen.
Den totala elektriska strömtätheten j(x) har enheten A/cm2.